# Naučná stezka Velké Losiny

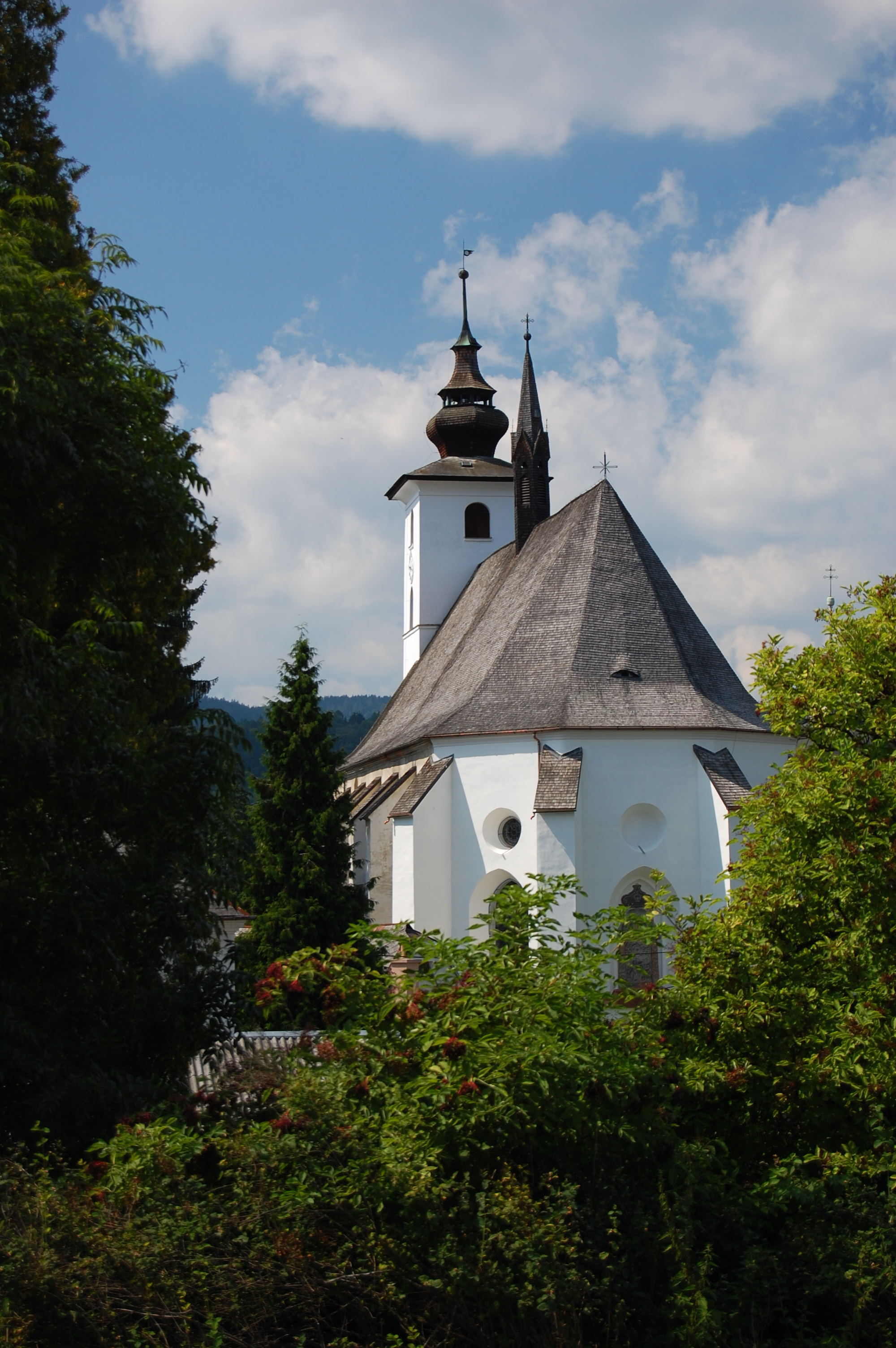
U kostela svatého Jana Křtitele je výchozí bod stezek

Naučná stezka Velké Losiny je turistická trasa vedoucí obcí Velké Losiny na severu Olomouckého kraje. Počátek její trasy je u místního kostela svatého Jana Křtitele. Odtud vedou její dvě trasy. Jedna – označená písmenem A – se z výchozího místa ubírá severním směrem k vrcholu Chlum (616 m n. m.) a následně do místní části Bukovice k turistickému posezení U Medvědího potoka. Druhá z tras – označená písmenem B – spojuje výchozí místo u velkolosinského kostela s místní částí Maršíkov a tamním dřevěným kostelem svatého Michaela. Celkově mají stezky délku 6,1 kilometru a maximální převýšení činí 103 metrů. Trasy jsou vybaveny celkem devíti zastaveními, na kterých jsou instalovány informační panely. Ze zastavení nazvaném „Vyhlídka pod kopcem Chlumek“ je patrný zrestaurovaný kamenný kříž vztyčený na vrcholu kopce. Naopak zastavení v Maršíkově jsou doplněna o houpačky a skluzavky určené dětem.